# 第二世达赖喇嘛
根敦嘉措（1475年—1542年），又译为更登嘉措，藏传佛教格鲁派领袖，第二世达赖喇嘛。
根敦嘉措出生于后藏达那地方（今西藏自治区南木林县）一户农家，原名桑傑裴，父名贡噶坚赞（貢噶嘉措），母名玛久贡葛贝莫（瑪且·貢嘎白莫）。幼年随父亲学习宁玛派密法。他10岁时，在扎什伦布寺经师班钦隆日嘉主持下，被认定为第一世达赖喇嘛·根敦朱巴转世。1485年，进入扎什伦布寺。1486年在扎什伦布寺从龙日嘉措受近事戒，同年出家，受沙弥戒，并取名根敦嘉措贝桑波。20岁时亦曾至哲蚌寺学习。21岁拜万宁住持嘉样烈巴曲觉为亲教师，受比丘戒，学习量释论及大论。当时格鲁派向西康、青海、阿里传播，他此后在前藏、后藏、山南各地传法，1509年在山南圣母湖畔创立曲科杰寺。1510年，根敦嘉措成为扎什伦布寺第五任住持，1517年，返拉萨，又出任哲蚌寺第九任住持，冬春住持哲蚌寺、夏秋住持群科甲寺。恢复了拉萨祈愿大法会，在哲蚌寺修建甘丹颇章，供其居住，建立管理寺属庄园的第巴制度。第五世达赖喇嘛就以甘丹颇章为达赖政权之名。1525年他又兼任色拉寺第九任住持。1542年圆寂于哲蚌寺。被索南嘉措追认为第二世达赖喇嘛。